# 62:a armén
62:a armén var en sovjetisk armé tillhörande Röda Armén under andra världskriget. Armén bar huvudansvaret för försvaret av Stalingrad under början av Slaget vid Stalingrad. Efter slaget gavs armén gradestiteln och döptes om till 8:e gardesarmén. Armén sattes upp den 28 maj 1942 under namnet 7:e reservarmén som en del av Stavkas reserv. Efter en månad fick den ordinarie status och namnet 62:a armén. Den fördes fram för att stoppa den tyska framryckningen under Operation Blå sommaren 1942 och kom i strid med tyska styrkor för första gången den 17 juli i områden väster om Tjir, en biflod till Don.
Efter att tyskarna hade skurit av de sovjetiska styrkorna väster om Tjir och tagit närmare 50 000 fångar, drogs den 62:a armén tillbaka till Stalingrad för att försvara staden. Samma dag som generallöjtnant Vasilij Tjujkov tog befäl över armén, den 13 september, nådde tyska styrkor in i själva staden Stalingrad och de intensiva striderna inne i staden tog vid. Tjujkov valde att upprätta sitt högkvarter på den västra stranden av Volga för att tjäna som ett personligt exempel att staden inte skulle överges. Samtidigt som den som visade feghet inte visades någon pardon. Hans paroll kom att bli att offra blod för att vinna tid. Då tyskarna i slutet av september hade erövrat södra delen av staden och 62:a armén bet sig fast i fabriksområdena i norra delen av staden, så blev det vitalt att arméns motstånd i staden kunde fortsätta binda tyska förband i stadsstrider. För att den kommande operation Uranus skulle lyckas var man tvungen att förhindra att tyskarna kunde lösgöra förband från striderna i staden som kunde skapa reserver som skulle kunna slå tillbaka det kommande inringningsförsöket.

## Organisation
Arméns organisation den 19 november 1942:
- 13:e gardesskyttedivisionen
- 37:e gardesskyttedivisionen
- 39:e gardesskyttedivisionen
- 45:e skyttedivisionen
- 95:e skyttedivisionen
- 112:e skyttedivisionen
- 138:e skyttedivisionen
- 193:e skyttedivisionen
- 196:e skyttedivisionen
- 244:e skyttedivisionen
- 284:e skyttedivisionen
- 308:e skyttedivisionen
- 10:e NKVD-skyttedivisionen
- 92:a marininfanteribrigaden
- 42:a specialbrigaden
- 115:e specialbrigaden
- 124:e specialbrigaden
- 149:e specialbrigaden
- 160:e specialbrigaden
- 84:e stridsvagnsbrigaden
- 137:e stridsvagnsbrigaden
- 189:e stridsvagnsbrigaden